# District rural de Kaftarak
Le district rural de Kaftarak (دهستان كفترك en persan) est un district rural (dehestan) situé dans le district du Centre (en) de la préfecture de Shiraz (en) dans la province du Fars en Iran. Lors du recensement de 2006, sa population était de 32 436 habitants répartis en 8 287 familles. Le district rural comprend 17 villages.